# 徐鳳翔 (萬曆舉人)
徐鳳翔（16世紀—17世紀），字文徵，四川成都府內江縣人，明朝政治人物。

## 生平
徐鳳翔年輕時在庠試成績高等，萬曆十三年（1585年）中舉人，獲授璧山教諭，雅意教化當地人民；轉任大理推官，審判公正明允，監獄沒有冤獄。
之後徐鳳翔陞為無為知州，任內實施惠政，令士民感恩其德行，惟遭中傷而辭官回鄉，盡力務農教士，士大夫都推重他。

## 引用
1. 1 2  同治《內江縣志·卷七·人文下》：徐鳳翔 字文徵，少遊庠試輒高等，登（萬曆）乙酉賢書，己丑雋一【乙】榜。任璧山教諭，雅意作人；轉大理推官，爰書明允，棘庭無冤。擢無為州守，抵任有惠政，士民德之。因前任司理執法不阿，為忌者中傷，即掛冠歸。明農教子，夷猶林壑，士大夫雅推重焉。舊志列政行。